# Abd al-Chaliq Mahdschub

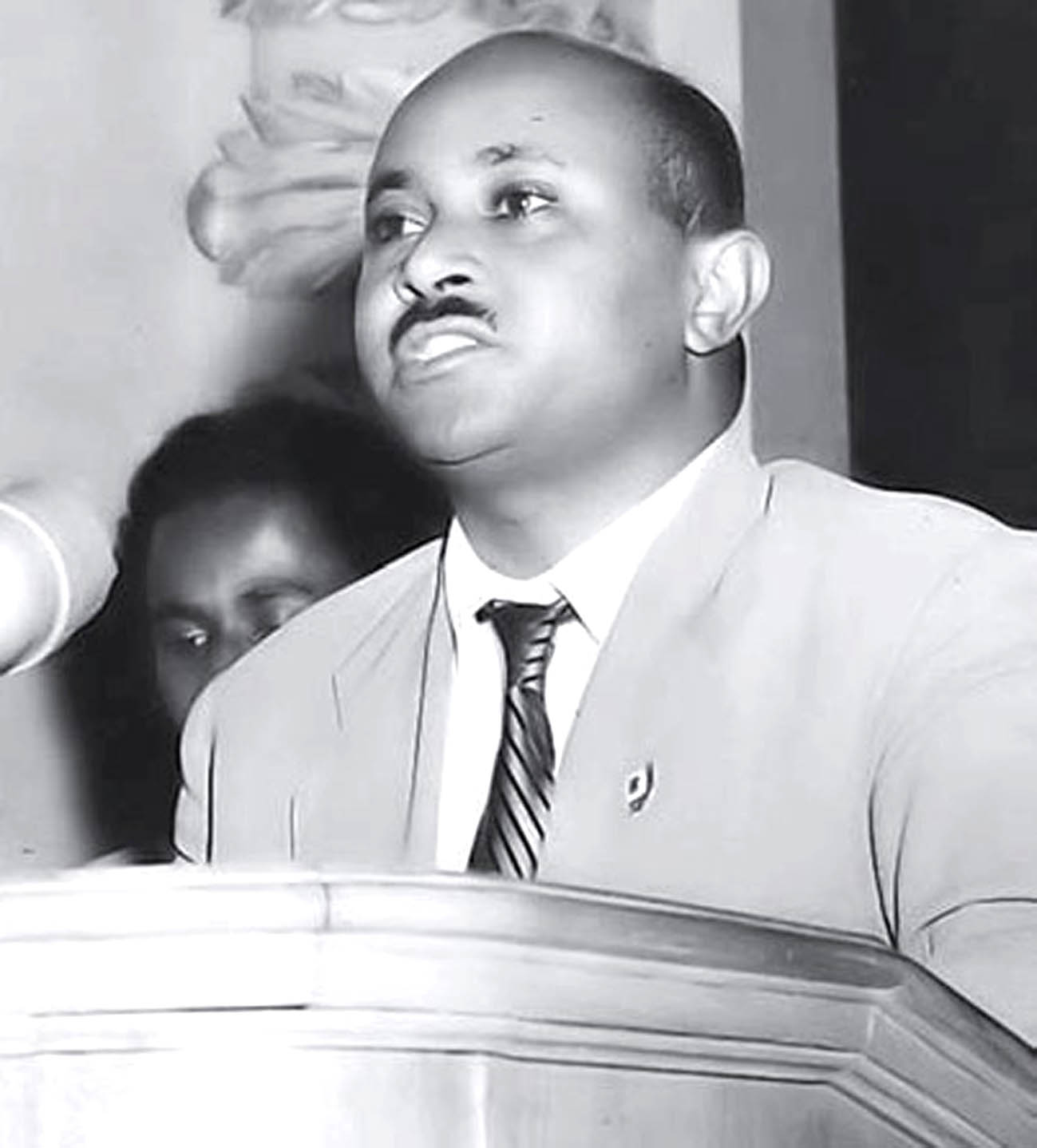
Abd al-Chaliq Mahdschub, vor 1971

Abd al-Chaliq Mahdschub (arabisch عبد الخالق محجوب ʿAbd al-Chāliq Mahdschūb, DMG ʿAbd al-Ḫāliq Maḥǧūb, in sudanesischer Aussprache: ʿAbd al-Chāliq Mahgūb; Alternativschreibweisen Abdel Khaliq Mahjoub bzw. Abdel Khaliq Mahgoub) (* 23. September 1927 in Omdurman; † 28. Juli 1971 in Khartum) war ein sudanesischer Politiker.

## Leben
Mahdschub begann 1946 sein Studium an der Universität Kairo und schloss sich während dieser Zeit der Unabhängigkeitsbewegung an.
Seit 1949 war er Generalsekretär des ZK der Sudanesischen Kommunistischen Partei (SKP). 1958 wurde Mahdschub zum Vorsitzenden der 1953 gegründeten Partei Antiimperialistische Front. Zwischen April 1967 und Mai 1969 war Mahdschub Abgeordneter der Konstituante von dem Block Union der sozialistischen Kräfte. Von April bis August 1970 ließ Präsident Numeiri Mahdschub nach Ägypten deportieren, duldete dann aber wieder das politische Wirken der SKP, obwohl Parteien in Sudan verboten waren.
Mahdschub wurde für seine angebliche Verstrickung in den Umsturzversuch der linken Offiziere gegen den Präsidenten Dschafar Mohammed an-Numeiri am 19. Juli 1971 verhaftet und am 28. Juli 1971 hingerichtet. Die SKP wurde verboten.

## Belege
1. 1 2 3  Artikel Махджуб Махджуб Осман in der Großen Sowjetischen Enzyklopädie (BSE), 3. Auflage 1969–1978 (russisch)

| Personendaten    | Personendaten                                                                                   |
| ---------------- | ----------------------------------------------------------------------------------------------- |
| NAME             | Mahdschub, Abd al-Chaliq                                                                        |
| ALTERNATIVNAMEN  | Mahdschūb, ʿAbd al-Chāliq; Mahgūb, ʿAbd al-Chāliq; Mahjoub, Abdel Khaliq; Mahgoub, Abdel Khaliq |
| KURZBESCHREIBUNG | sudanesischer Politiker                                                                         |
| GEBURTSDATUM     | 23. September 1927                                                                              |
| GEBURTSORT       | Omdurman                                                                                        |
| STERBEDATUM      | 28. Juli 1971                                                                                   |
| STERBEORT        | Khartum                                                                                         |